# Basilique du Christ-Crucifié d'Esquipulas
La basilique du Christ-Crucifié est une église située à Esquipulas au Guatemala. L’Église catholique la rattache au diocèse de Zacapa et Santo Cristo de Esquipulas, ou pour être précis, en fait la cathédrale de la prélature territoriale d’Esquipulas (es), une prélature territoriale unie æque principaliter au diocèse de Zacapa. L’édifice a été nommé basilique mineure par Jean XXIII le 27 janvier 1961, et la Conférence épiscopale du Guatemala l’a déclaré sanctuaire national.[source insuffisante] Il héberge la statue du Christ noir d’Esquipulas. Le pape Jean-Paul II s’y est rendu le 6 février 1996.